# Aftontidningen (1889)
Aftontidningen var en kortlivad tidning utgiven 6 månader 1889 till 1890.
Först gavs två provnummer ut den 28 och 30 november 1889 och sedan kom tidningen reguljärt från 2 december 1889 till 31 maj 1890 samt samhöriga Morgontidningen 2 december 1889 till 31 maj 1890 varefter båda gick upp i Stockholms-Tidningen. 
Anders Elias Jeurling erhöll den 7 november 1889 utgivningsbevis för Morgon-tidningen, Aftontidningen och Stockholms-Tidningen
Tidningen trycktes hos Ernst H. Gernandt till och med 31 december 1892. Typsnitt var antikva.
Tidningen kom 6 dagar i veckan. Morgontidningen på morgonen, och Aftontidningen på aftonen. Tidningens 4 sidor var folioformat 5 till 7 spalter på satsytan  43-60 x 30 - 40 cm och 8 spalter på större formatet 69 x 48 cm. 35 öre kostade tidningen för december 1889 för vardera upplagan och därefter 6 kr till och med 1900. Tiden efter 31 maj 1890 avser Stockholmstidningen.